# Charlène Diantesa
Charlène Diantesa Banzuzi (née le 23 août 1990), dite Charlène Diantesa, est une footballeuse congolaise qui joue au poste de défenseur. Elle a été membre de l'equipe féminine de la République Démocratique du Congo.

## Carrière internationale
Diantesa a été sélectionnée pour la République Démocratique du Congo au niveau senior lors du  Championnat d'Afrique féminine 2012. 